# Cyclops ewarti
Cyclops ewarti – wątpliwy gatunek widłonoga z rodziny Cyclopidae. Opisał go w 1888 roku brytyjski zoolog George Stewardson Brady. Holotypem był niedojrzały osobnik, prawdopodobnie Cyclops strenuus.